# Jim Gilmore

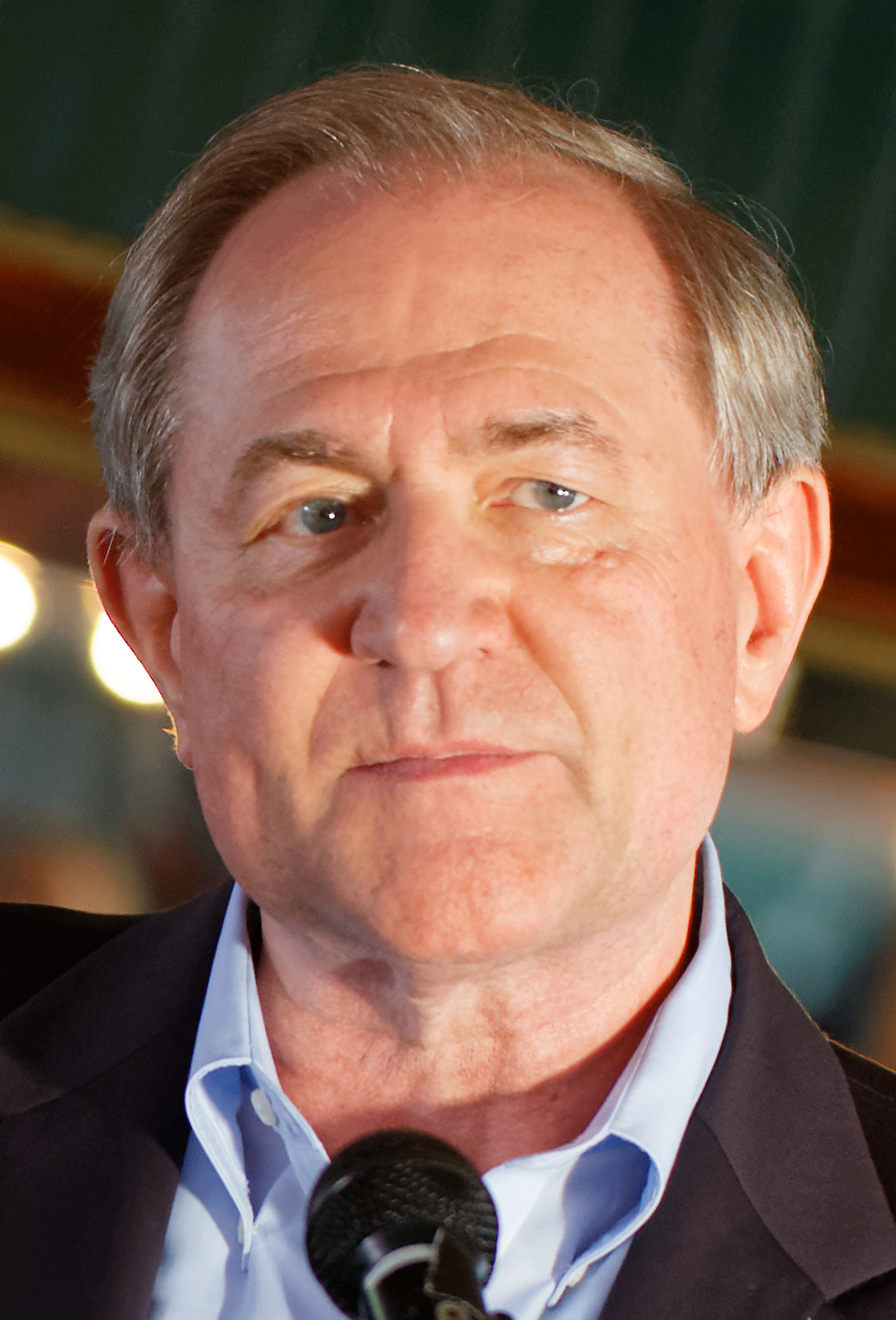
Jim Gilmore 2015.

James Stuart Gilmore III, född 6 oktober 1949 i Richmond, Virginia, är en amerikansk republikansk politiker. Han var guvernör i Virginia 1998-2002 och ordförande för Republikanernas federala partistyrelse Republican National Committee 2001-2002.
Han avlade 1971 grundexamen vid University of Virginia och 1977 juristexamen vid University of Virginia Law School. Efter att ha arbetat i egen advokatfirma var han delstatsåklagare i Henrico County från 1987. Gilmore var därefter delstaten Virginias justitieminister (Virginia Attorney General) 1994-1998, och valdes därefter till guvernör. Han fokuserade bland annat på skolreformer och på omfattande skattesänkningar. Under Gilmores tid som guvernör avrättades 37 personer i Virginia.[källa behövs] Han benådade en mentalsjuk dödsdömd fånge. I Virginia får en guvernör enbart sitta en fyraårig mandatperiod, och Gilmore kunde därför inte ställa upp för omval 2002. Han lämnade posten som ordförande för Republikanerna.
Den 26 april 2007 tillkännagav Gilmore officiellt sin kandidatur i presidentvalet i USA 2008. Han profilerade sig i sin kampanj som en konservativ republikan. Gilmores yttrande om att han representerar den republikanska flygeln i partiet ("the Republican wing of the Republican Party") uppfattades som ett försök att imitera Howard Deans sätt att appellera till demokraternas kärntrupper i presidentvalet i USA 2004. Gilmore drog sig tillbaka redan 14 juli 2007 på grund av svårigheter att finansiera en fortsatt kampanj.
I valet 2008 var han Republikanernas kandidat till senaten från Virginia efter att den republikanske senatorn John Warner inte ställde upp för omval. Han förlorade dock stort mot den demokratiske kandidaten Mark Warner, som också var Gilmores efterträdare som Virginias guvernör.
2015 meddelade Gilmore att han kandiderade för president till valet 2016. Efter lågt opinionsstöd och få röster ställde han in sin kampanj i februari 2016.
Gilmore är styrelseledamot för lobbygruppen National Rifle Association.
Gift med Roxane Gatling 1977.